# Tabea Wipper
Tabea Wipper (* 2. November 2005 in Schkeuditz) ist eine deutsche Handballspielerin. Sie steht aktuell beim SV Union Halle-Neustadt unter Vertrag.

## Karriere
Die in der sächsischen Stadt Schkeuditz geborene und in Kulkwitz aufgewachsene Tabea Wipper begann ihre Handballkarriere beim SC Markranstädt und spielte sich dort bis in die erste Mannschaft, welche in der 3. Liga spielt. Über eine Kooperation spielte sie zudem im Jugendbereich des HC Leipzig und konnte 2020 als 15-Jährige mit der A-Jugend deutsche Meisterin werden. Im Jahr 2023 führte sie gemeinsam mit Lotta Röpcke die A-Jugend zum zweiten Platz. Aufgrund von Verletzungsproblemen in der Mannschaft verpflichtete der SV Union Halle-Neustadt im November 2023 Tabea Wipper über ein Zweitspielrecht. Ihr Debüt in der Bundesliga gab sie am 11. November 2023 beim Sieg gegen die Sport-Union Neckarsulm und konnte dabei sogar ihr erstes Tor in der höchsten deutschen Liga erzielen. In der Folge konnte sie die Verantwortlichen bei den Wildcats weiter überzeugen, so dass sie zur Saison 2024/25 fest nach Halle wechselt.

## Leben
Tabea Wipper ist die jüngere Schwester der Leichtathletin Lea Wipper, welche 2022 im Speerwurf deutsche Meisterin wurde.